# Huacuyo
Huacuyo ist eine Streusiedlung im Departamento La Paz im südamerikanischen Anden-Staat Bolivien.

## Lage im Nahraum
Huacuyo ist die viertgrößte Siedlung im Kanton Huacullani im Municipio Tiahuanacu in der Provinz Ingavi. Die Ortschaft liegt mit seinem Zentrum auf einer Höhe von 3838 m zwei Kilometer entfernt vom südlichen Ufer des Titicacasees und nur wenige Kilometer von Tiahuanaco entfernt, der international bekannten Weltkulturerbe-Ruinenstätte aus der Prä-Inka-Kultur.

## Geographie
Huacuyo liegt auf dem bolivianischen Altiplano zwischen den Anden-Gebirgsketten der Cordillera Occidental im Westen und der Cordillera Central im Osten. Das Klima der Region ist ein typisches Tageszeitenklima, bei dem die mittlere Schwankung der Tagestemperaturen deutlicher ausfällt als die im Jahresverlauf.
Die Jahresdurchschnittstemperatur in der Region Huacuyo am Titicaca-See liegt bei 8 °C (siehe Klimadiagramm Huacullani), die Monatswerte schwanken nur unwesentlich zwischen 6 °C im Juli und 10 °C im Dezember. Der Jahresniederschlag beträgt etwa 600 mm, die Monatsniederschläge liegen zwischen unter 15 mm in den Monaten Mai bis August und knapp über 100 mm von Dezember bis Februar.

## Verkehrsnetz
Huacuyo liegt in einer Entfernung von 99 Straßenkilometern westlich von La Paz, der Hauptstadt des gleichnamigen Departamentos.
Von La Paz aus führt die asphaltierte Nationalstraße Ruta 2 über dreizehn Kilometer bis El Alto, von dort die Ruta 1 weitere 63 Kilometer in westlicher Richtung bis Tiawanacu. Von dort führt eine unbefestigte Straße in nordwestlicher Richtung bis Pillapi San Agustín, überquert die Küstenkette in nördlicher Richtung und erreicht nach zwölf Kilometern über Huacullani die Ortschaft Huacuyo.

## Bevölkerung
Die Einwohnerzahl der agrarischen Streusiedlung ist im vergangenen Jahrzehnt um etwa ein Drittel zurückgegangen:
| Jahr | Einwohner         | Quelle       |
| ---- | ----------------- | ------------ |
| 1992 | keine Detaildaten | Volkszählung |
| 2001 | 776               | Volkszählung |
| 2012 | 511               | Volkszählung |
| 2024 |                   | Volkszählung |

Die Region weist einen hohen Anteil an Aymara-Bevölkerung auf, im Municipio Tiahuanacu sprechen 95,7 Prozent der Bevölkerung Aymara.